# Budapest Aircraft Service
Budapest Aircraft Service (или BASe Kft) — авиакомпания, базирующаяся в Будапеште, Венгрия. Осуществляет чартерные полеты, а также полеты по расписанию для Malév Hungarian Airlines. Основной хаб — Международный аэропорт Будапешт Ферихедь.

## История
Компания основана в 1991. В 2008 получила два новых самолета Embraer EMB 120 Brasilia.

## Флот
Флот BASe на май 2017 включал следующие воздушные суда:
- Embraer EMB 120 Brasilia (3: HA-FAI, HA-FAL, HA-FAN)
- BELL 206B helicopter (1: HA - LFS)